# کموش
کموش (عبری توراتی: כְּמוֹשׁ) یک خدای  اقوام سامی‌زبان باستان است که وجودش در عصر آهن ثبت شده است. کموش برترین خدای ایالت کنعانی  موأب و  خدای سرپرست جمعیت آن، موآبیان،   بود که در نتیجه «مردم کموش» نامیده شدند. کموش عمدتاً از کتیبه‌های موآبی ( نمونه سنگ یادبود موآبی) و کتاب مقدس عبری تأیید شده است.